# Wim Hermsen (politicus)

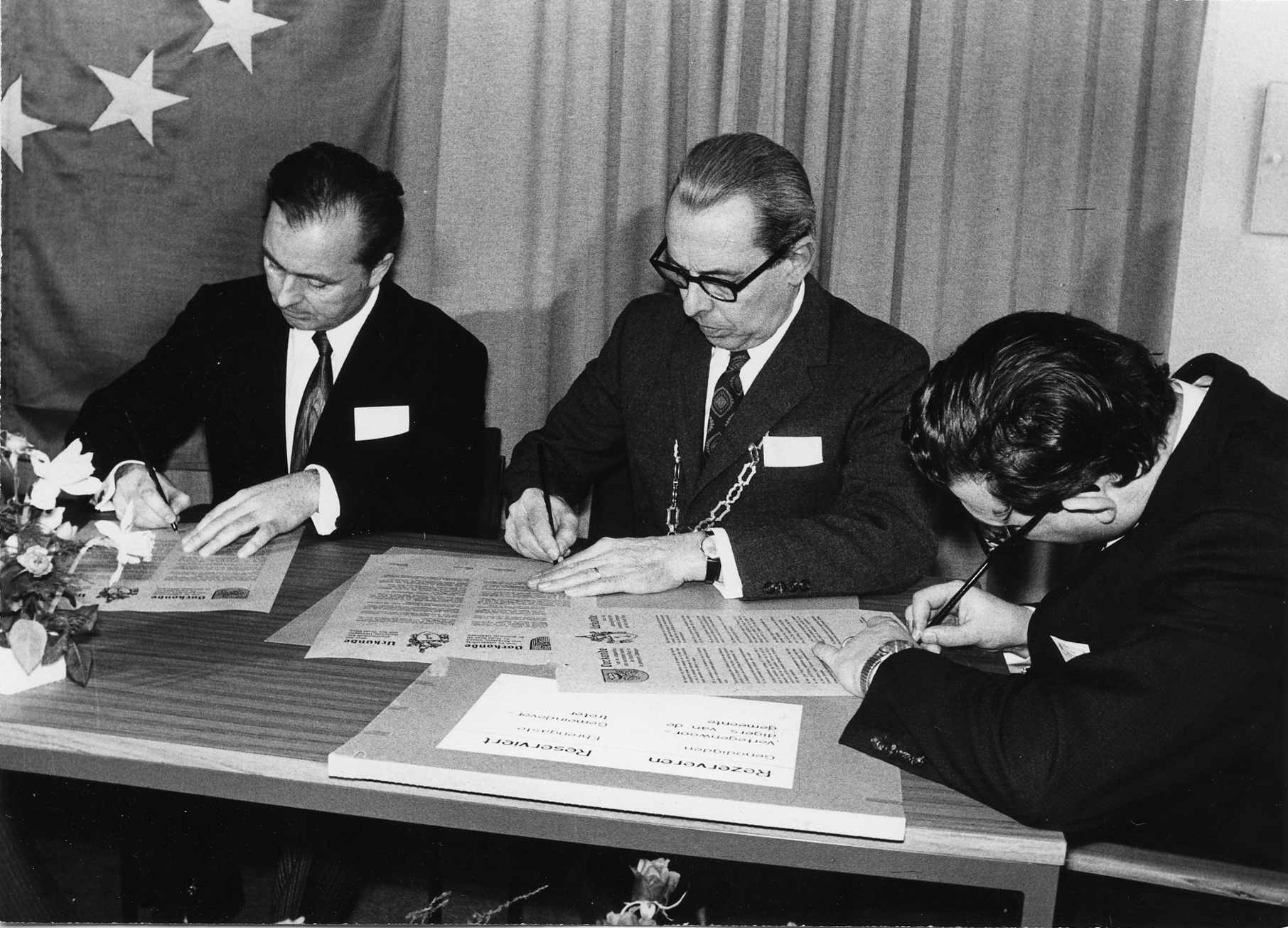
Burgemeester W.S. Hermsen (midden) ondertekend oorkonde met betrekking tot samenwerking West-Duitse stad Rees (1973)

Willem Sigbert (Wim) Hermsen (Bemmel, 24 februari 1915 – Beek, 2 oktober 1996) was een Nederlands politicus van de KVP.
Hij was gemeente-ontvanger in zijn geboorteplaats Bemmel voor hij in april 1946 benoemd werd tot burgemeester van de gemeente Millingen. Toen hij daar burgemeester was werd in de jaren 50 die gemeente hernoemd tot de gemeente 'Millingen aan de Rijn'. In september 1967 volgde zijn benoeming tot burgemeester van de aangrenzende gemeente Ubbergen. In maart 1980 kwam een einde aan zijn burgemeesterschap dat bijna 34 jaar geduurd heeft. In Millingen aan de Rijn is naar hem de 'Burgemeester Hermsenstraat' vernoemd.